# Колодези (Полтавская область)
Колодези (укр. Колодязі) — село,
Великорудковский сельский совет,
Диканьский район,
Полтавская область,
Украина.
Село ликвидировано в 1990 году.

## Географическое положение
Село Колодези находится на расстоянии до 2-х км от сёл
Степановка, Соколовщина, Байрак, Ланы и Малая Рудка.

## История
- 1990 — село ликвидировано[1].